# Сербінова Ельза Яківна
Е́льза Я́ківна Сербі́нова (нар. 1895 — пом. ?) — українська лікарка естонського походження, очолювачка підпільної групи, яка діяла за часів Другої світової війни у Колонтаєві, кавалер ордена Леніна та Червоної Зірки, Заслужений лікар Української РСР.

## Життєпис
Народилася у 1895 році у місті Рига Ліфляндської губернії Російської імперіі (тепер — столиця Латвії).
У 1936 році отримала диплом лікаря. За направленням потрапила на роботу в лікарню села Колонтаїв Краснокутського району Харківської області Української РСР (тепер — село Богодухівського району Харківської області України).
У 1941 році, за рішенням райкому партії, її залишили у селі для підпільної роботи. Очолювала групу підпільників, яка діяла в селі в умовах німецької окупації 1941-1943 років. Разом із своїм чоловіком, Костянтином Сербіновим, та медсестрою Марією Кононенко, викопала та обладнала під будинком лікарні спеціальне приміщення, де переховувала поранених партизан, червоноармійців та підпільників. Коли гітлерівці почали проводити масові розстріли полонених і населення над яром за селом — Сербінова разом з Кононенко і партизанами шукали серед розстріляних живих і рятували їх. Так у Колонтаївській лікарні врятували більше 50 військових. Більшість з них Ельза Сербінова разом з чоловіком, медсестрами Марією Кіхтєвою та Марією Кононенко переправила через лінію фронту у партизанські загони, які діяли на території Краснокутського району. Частину —  після видужання забезпечували документами. Пізніше один із врятованих, солдат Шведов, писав:
|  | Шановна Ельза Яківна! Рятуючи нас від смерті, Ви самі були у смертельній небезпеці... З Вашим ликом у серці, за ваші муки і страждання я жорстоко мщу тепер ворогові. |

Також у лікарні видавали фіктивні довідки про хвороби, навчали хлопців та дівчат симулювати захворювання.
Сербінова, естонка за національнісю, дуже добре знала німецьку мову і оголосила мебе німкенею.
|  | Користуючись довірою німців, я заздалегідь знала, коли буде чергова мобілізація молоді для відправки на роботи в Німеччину. Напередодні приїзду вербувальників листівка попереджала про заплановану відправку молоді у Німеччину. Ті, хто підлягав мобілізації, негайно залишали будинки, ховались по лісам, лугам... Таким чином мобілізація ... кілька разів зривалась. Багатьох доводилось рятувати від мобілізації, влаштовуючи у стаціонар лікарні під виглядом тієї чи іншої хвороби. Оригінальний текст (рос.) Пользуясь доверием у немцев, я заранее знала, когда предстоит очередная мобилизация молодежи для посылки на работу в Германию. Накануне приезда вербовщиков листовка предупреждала о предстоящей отправке молодежи в Германию. Те, кто подлежали мобилизации, немедленно уходили из домов, прятались по лесам, лугам... Таким путем мобилизация... несколько раз срывалась. Многих приходилось спасать от мобилизации, укладывая в стационар больницы под видом того или иного заболевания. |

Сербінова врятувала багатьох місцевих жителів від відправлення до Німеччини. Її подвиг був відзначений орденами Леніна і Червоної Зірки, а також медаллю «Партизану Вітчизняної війни»  І ступеня. Після війни — вона отримала звання Заслужений лікар Української РСР.
У 1947 році в Полтаві під час судового процесу командир танкової дивізії СС «Мертва голова» Гельмут Беккер категорично заперечував факти своїх злочинів і масових розстрілів мирних жителів. Запрошена лікарка Сербінова повідомила суду додаткові факти про військові злочини Беккера і його підлеглих на території Харківської області. 29 листопада 1947 року військовий трибунал засудив Беккера до 25 років ув'язнення в таборах.
Ельза Сербінова похована в Колонтаєві.

## Вшанування пам'яті
- У селі Колонтаїв Богодухівського району Харківської області на честь Ельзи Сербінової названо вулицю.